# Apodi Esporte Club
O Apodi Esporte Club é um clube de futebol brasileiro da cidade de Apodi, no estado do Rio Grande do Norte. Inicialmente criado com o nome de UNIVAP (União do Vale do Apodi), o clube foi fundado em 23 de março de 2003 e suas cores são o vermelho, o azul e o branco e manda suas partidas no Estádio Antônio Lopes Filho. O tradicional UNIVAP, que disputava as categorias de base da federação, participou em 2007 pela primeira vez da categoria profissional, disputando a segunda divisão e terminando em terceiro lugar, com o nome de Apodi Esporte Club.
Em 2022, o clube ensaiou uma volta às atividades profissionais em 2022 novamente para jogar a segunda divisão estadual, focando o desenvolvimento em suas categorias de base, mas desistiu da competição.
Após 17 anos fora das competições promovidas pela FNF, o Apodi se inscreveu para jogar a segunda divisão.

## Desempenho em Competições

### Campeonato Potiguar - 2ª divisão
| Ano  | Posição |
| 2007 | 3º      |
| 2024 | 5º      |